# Опыт Аспе
Опыт Аспе был первым экспериментом по квантовой механике, который продемонстрировал нарушение неравенств Белла. Его бесспорный результат позволил провести дальнейшую проверку принципов квантовой запутанности и локальности. Он также стал экспериментальным ответом на ЭПР-парадокс, который около пятидесяти лет назад предложили Альберт Эйнштейн, Борис Подольский и Натан Розен.
Опыт провёл французский физик Ален Аспе в École d'Supérieure OPTIQUE между 1980 и 1982 гг. Научное сообщество сразу же признало важность опыта, он попал на обложку научно-популярного журнала «Scientific American». Хотя методология, применяемая Аспе, представляет собой потенциальный недостаток — т. н. «лазейку обнаружения» (англ. loophole) (см. Эксперименты по проверке неравенства Белла), его результат считается решающим и привёл к многочисленным прочим опытам, которые подтвердили первоначальный опыт Аспе.

## Опыты Аспе (1980—1982)
В 1975 году, поскольку всё ещё отсутствовал решающий эксперимент по проверке нарушений неравенств Белла и достоверности квантовой запутанности, Ален Аспе предложил в статье достаточно скрупулёзный опыт: предлагаемый эксперимент для проверки несепарабельности квантовой механики.
А. Аспе для убедительности так детализировал свой эксперимент:
- Источник запутанных частиц должен быть идеальным с точки зрения сокращения продолжительности эксперимента и обеспечения как можно более чёткого нарушения неравенств Белла.
- Он должен не только показать корреляции в результатах измерений, но также демонстрировать, что эти корреляции действительно являются результатом квантового эффекта (и, следовательно, мгновенного влияния), а не классического эффекта, протекающего с досветовой скоростью.
- Экспериментальная схема должна как можно ближе соответствовать схеме Джона Белла для демонстрации его неравенств, чтобы соответствие между измеренными и прогнозируемыми результатами было как можно более близким.

### «Идеальная» схема Джона Белла
На иллюстрации выше представлена принципиальная схема, на которой Джон Белл продемонстрировал свое неравенство: источник запутанных фотонов S одновременно испускает два фотона {\displaystyle \nu 1} и {\displaystyle \nu 2} , поляризация которых подготовлена так, что вектор состояния обоих фотонов:
{\displaystyle |\psi (\nu 1,\nu 2)\rangle ={1 \over {\sqrt {2}}}\left\{|\uparrow ,\uparrow \rangle +|\rightarrow ,\rightarrow \rangle \right\}}
Эта формула просто означает, что фотоны находятся в состоянии суперпозиции: они оба имеют вертикальную, горизонтальную или линейную поляризацию с равной вероятностью.
Эти два фотона затем измеряются с использованием двух поляризаторов P1 и P2, каждый с настраиваемым углом измерения: α и β. Результат измерения каждого поляризатора может быть (+) или (-), в зависимости от того, является ли измеренная поляризация параллельной или перпендикулярной углу измерения поляризатора.
Один заслуживающий внимания момент состоит в том, что поляризаторы, представленные для этого идеального эксперимента, дают измеримый результат как в (-), так и (+) ситуациях. Не все реальные поляризаторы способны сделать это: некоторые, например, обнаруживают ситуацию (+), но не могут ничего обнаружить в ситуации (-) (фотон никогда не покидает поляризатор). 
В первых экспериментах[каких?] использовался последний тип поляризатора. Поляризаторы Алена Аспе[какие?] намного лучше способны обнаруживать оба случая и, следовательно, намного ближе к идеальному эксперименту.
Учитывая прибор и начальное состояние поляризации, данное фотонам, квантовая механика способна предсказать вероятности измерения (+, +), (-, -), (+, -) и (-, +) на поляризаторах (P1, P2), ориентированные на углы (α, β):
{\displaystyle P_{++}(\alpha ,\beta )=P_{--}(\alpha ,\beta )={1 \over 2}\cos ^{2}(\alpha -\beta )}
{\displaystyle P_{+-}(\alpha ,\beta )=P_{-+}(\alpha ,\beta )={1 \over 2}\sin ^{2}(\alpha -\beta )}
Максимальное нарушение неравенств Белла предсказывается при | α-β | = 22,5 °

### Результаты опыта
Неравенства Белла устанавливают теоретическую кривую числа корреляций (++ или --) между двумя детекторами относительно угла детекторов {\displaystyle (\alpha -\beta )}. Форма кривой характеризует нарушения неравенств Белла. Соответствующие форме кривой измерения количественно и качественно установили нарушение неравенств Белла.
Опыты Аспе однозначно подтвердили нарушение, как и предсказывала копенгагенская интерпретация квантовой механики, тем самым подрывая локальный реализм Эйнштейна в квантовой механике и сценарии скрытых локальных переменных. В дополнение к подтверждению, нарушение было подтверждено точным способом, предсказанным квантовой механикой, со статистическим соглашением до 40 стандартных отклонений.
Учитывая техническое качество опыта, скрупулезное избегание экспериментальных артефактов и квази-совершенное статистическое соглашение, этот опыт убедил научное сообщество в целом в том, что квантовая механика нарушила неравенства Белла и, следовательно, что квантовая физика является нелокальной.

### Ограничения опыта
После получения результатов некоторые физики пытались найти недостатки в опыте Аспе и найти возможности для улучшений, чтобы противостоять критике.
Некоторые возможные теоретические возражения касательно экспериментальной установки:
- квазипериодический аспект шунтирующих колебаний препятствует достоверности опыта, поскольку он может вызывать корреляции посредством квазисинхронизации, возникающей в результате двух направлений;
- корреляции (+, +), (-, -) и т. д. подсчитывались в режиме реального времени в момент обнаружения. Поэтому два (+) и (-) канала каждого поляризатора были связаны физическими контурами. Существовала возможность индуцированных корреляций.

Идеальный опыт, который отрицал бы любую мыслимую возможность индуцированных корреляций, должен:
- использовать чисто случайное шунтирование;
- записывать результаты (+) или (-) на каждой стороне устройства без какой-либо физической связи между двумя сторонами. Корреляции рассчитывать после эксперимента путем сравнения зарегистрированных результатов обеих сторон.

Условия опыта также страдают от лазейки обнаружения.

## Заключение
В настоящее время (в 2018 г.) чётко установлено нарушение неравенств Белла в квантовой механике. Нарушение неравенств Белла также используется для некоторых протоколов квантовой криптографии, в которых факт присутствия шпиона обнаруживается по прекращению нарушений неравенства Белла.
Как следствие необходимо признать квантовую нелокальность и запутанность.

### Бросает ли опыт Аспе вызов релятивистской причинности?
Вопрос поднимается широко распространённым представлением о том, что «квантовый объект представляет собой состояние, которое мгновенно зависит от состояния другого объекта, с которым он запутан». Такое введение «нелокального влияния» часто используется в научно-популярных журналах, а также (намеренно) некоторыми учёными, которые придерживаются реализма, в том числе самим Аленом Аспе и Бернардом д’Эспагнатом.
Существуют три варианта:
- Во-первых, экспериментаторы должны использовать только расчёты с результатами в соответствии с экспериментом, не обращаясь к объяснению, полученному из нашей «макроскопической» логики. Этот подход, заимствованный из копенгагенской интерпретации, является наиболее широко признанным среди физиков. Он основан на том факте, что никакое объяснение явлений ЭПР не ведёт к проверкам или измеримым прогнозам. Как следствие, большинство физиков считают, что объяснения этого опыта выходят за рамки науки (см. критерий фальсификации Карла Поппера). Большинству объяснений действительно не хватает теоретической формализации. Поэтому используется эмпирический подход, и он направлен на то, чтобы избежать выхода за пределы научной области. В своей работе «Неразделенная вселенная: онтологическая интерпретация квантовой теории» физики Дэвид Бом и Бэзил Хейли считают беспочвенными возражения против принципа нелокальности[5]. Отвечая тем, кто считает принятие нелокальности препятствием для научной изоляции и наблюдением за любым конкретным объектом, Бом и Хейли утверждают, что в макроскопическом мире эта наука возможна, поскольку локальность не имеет существенного значения : интерпретация допускает ту же степень отделимости системы, что требуется для «реальной научной работы». Сопоставить специальную теорию относительности с нелокальностью (см. Парадокс ЭПР) является более сложным делом, но Бом, как и Джон Стюарт Белл[6], указывает, что передача сигналов не играет роли в понятии нелокальности.

Бом и Хейли, как и Белл, помимо научных видят прочие факторы в отказе от нелокальности:
| Джон Белл: лекция в ЦЕРН (1990). | Хейли и Бом: О возражениях против концепции нелокальности. (1993) |
| --- | --- |
| Простая идея о жутких действиях на расстоянии отталкивает физиков. Если бы у меня был час, я бы завалил вас цитатами Ньютона, Эйнштейна, Бора и всех этих великих людей. Я бы сказал вам, как немыслимо иметь возможность менять отдаленную ситуацию, делая что-то здесь. Я думаю, что отцы-основатели квантовой механики на самом деле не нуждались в аргументах Эйнштейна о необходимости исключить действие на расстоянии, потому что они искали в другом месте. Идея детерминизма или действия на расстоянии была для них настолько отвратительной, что они отвернулись. Что ж, это традиция, и мы должны иногда в жизни учиться изучать новые традиции. И могло случиться так, что мы должны не столько принимать действия на расстоянии, но и принимать недостаточность «отсутствие действий на расстоянии». | [Возражения против нелокальности], по-видимому, более или менее соответствуют предрассудкам, сложившимся в современной науке. […] На самых ранних этапах развития науки был долгий спор, чтобы отпустить то, что вполне могло быть воспринято как примитивные суеверия и магические представления. Нелокальность была явно ключевым понятием. Может остаться глубоко укоренившийся страх перед идеей нелокальности, вновь открывающей шлюзы, защищающие нас от того, что воспринимается как иррациональные мысли, лежащие под поверхностью современной культуры. Даже если бы это было так, это не было бы действительным аргументом против нелокальности |

- Вторая возможность состоит в том, что запутанность «объединила» два объекта, представленных во взаимодействии: два объекта остаются «одним», несмотря на их пространственное расстояние («нелокальность Бернарда д’Эспанья»). Это дистанцирование может быть даже временным: оно в основном пространственно-временное. На данный момент не существует объяснения тому, что считается результатом эксперимента, а не объяснением или интерпретацией этого результата. Этот подход, направленный на объяснение фактов эксперимента, является подходом рационалистов.
- Третий вариант состоит в изменении нашей концепции причинности и в принятии принципа ретроградной причинности (причинного потока из будущего в прошлое), который, однако, не может быть сопоставлен с «телеологической» «окончательной причиной?!» классических философов. Никто не может ориентировать события в соответствии с целью: природа обратной причинности идентична причинности в том виде, как мы ее понимаем («эффективная причинность» классических философов), за исключением того, что она течет в обратном направлении по отношению ко времени и может «добавлять» себя к «классической» причинности. Эта интерпретация требует, чтобы необратимая природа времени была истинной только в макроскопическом масштабе (второй закон термодинамики). Многие физики выступают против этой идеи, такие как физик и философ Этьен Кляйн, который указывает, что ось времени, по его словам, вписана в симметрии физики элементарных частиц. Эта интерпретация имеет некоторый успех среди тех, кто развивает эзотерические интерпретации эксперимента, и использует его для парапсихологических явлений (спорно в научном сообществе, особенно предвидения. Оливье Коста де Борегард известен защитой таких тезисов.[7]) Но эта интерпретация явно противоречит результатам эксперимента, поскольку они проводились чаще всего: мировая линия, связывающая события «измерение P1» и «измерение P2» пространства-времени, является искривлением пространства. На самом деле, чтобы опровергнуть возможную альтернативную интерпретацию корреляций, наблюдаемых в этих экспериментах, экспериментаторы должны были показать, что релятивистская «причинность» была по крайней мере частично неспособна объяснить эти результаты, включенные в сценарии, такие как: фотон {\displaystyle \nu 1} информирует фотон {\displaystyle \nu 2} при помощи какого либо релятивисткого процесса о его квантовом состоянии после первого измерения… ". Однако совершенно ясно, что меры предосторожности экспериментаторов по удалению всех релятивистских «причинных» объяснений одновременно устраняют, согласно преобладающему мнению, любое «ретро-причинные» объяснение. Наконец, для последователей ведущей концепции, эта концепция является предположительной интерпретацией и на самом деле не относится к существующим экспериментам. По их мнению, она приводит к интерпретациям на переднем крае науки или даже лженауке, и вовлекает квантовую механику в спор, к которому она не относится.

Ни один физик не верит, что результаты эксперимента ЭПР в целом и эксперимента Аспе в частности — в полном соответствии с копенгагенской интерпретацией квантовой механики — каким-либо образом оспаривают принцип относительности, согласно которому не существует никакой формы энергии (материи или силы), и, следовательно, никакая полезная информация не может путешествовать быстрее скорости света и, как следствие, не оспаривает производный принцип релятивистской причинности. Легко доказать, что квантовую запутанность нельзя использовать для мгновенной передачи информации из одной точки пространства-времени в другую. Результаты, измеренные на первой частице, являются случайными; изменения состояния на другой частице, вызванные этими измерениями — настолько мгновенные, насколько они могут быть согласно копенгагенской интерпретации квантовой механики и результатов эксперимента Аспе — приводят к результатам измерений относительно второй частицы, которые, по-видимому, столь же случайны: никакая полезная информация не может быть получена при измерении, и до сравнения результатов корреляции остаются необнаружимыми. Этот вид эксперимента демонстрирует неизбежную потребность в «классическом» сигнале в релятивистском смысле для передачи информации, необходимой для обнаружения этих корреляций. Без этого сигнала ничего нельзя передать. Он определяет скорость передачи информации, которая подтверждает фундаментальный принцип относительности. В результате принцип релятивистской причинности полностью совместим с результатами экспериментов ЭПР.